# シアン化ナトリウム
シアン化ナトリウム（シアンかナトリウム、sodium cyanide）、あるいは青酸ナトリウム（せいさんナトリウム）は青酸ソーダ（せいさんソーダ）、青化ソーダとも呼ばれ、工業的に最も主要なシアン化アルカリである。

## 性質
化学的および生理的性質はシアン化カリウム（青酸カリ）に類似する。シアン化水素と水酸化ナトリウムの中和反応によって生成し、水溶液中ではシアン化物イオンとナトリウムイオンに電離する。

## 用途
鍍金ほか、工業的に広く用いられる。

## 毒性
脊椎動物がこの物質を摂取するとシアン化物イオンがヘモグロビンの鉄イオンに配位して細胞呼吸を阻害し、さらには細菌以上の動物ミトコンドリアのシトクロム酸化酵素 (COX) 複合体と結合・封鎖し、電子伝達系を阻害することでATP生産量を低下させ細胞死を引き起こすとされる。この点で植物ミトコンドリアはシアン耐性経路であるAOX酵素 (alternative oxidase) を備えるため耐性を持つ。
毒物及び劇物取締法で毒物に指定されている。経口致死量は成人の場合 200～300 mg/人 と推定されている。
亜硝酸アミルは、シアン化合物中毒を治療するために処方される。この薬品が気化しやすいことを利用して吸い込ませる方法が主にとられる。15秒おきに15秒間かがせることを、5回繰り返すことにより、シアンはメトヘモグロビンと結合しシアンメトヘモグロビンとなり無毒化される。亜硝酸アミルは、ヘモグロビンをメトヘモグロビンに変えることによって、メトヘモグロビンがシアン化合物と結び付き、毒性のないシアノメトヘモグロビンを形成する。詳細は、シアン化物#シアン化合物の解毒剤を参照のこと。

## 事故
- 1980年（昭和55年）10月1日、愛知県大府市で溶接工事の火花が、シアン化ナトリウムなどが保管されている倉庫周辺にあった発泡スチロールに着火し、倉庫に延焼した。有毒ガスの発生により、市民8000人が避難した[4]。
- 炭酸ガスアーク溶接用ワイヤーの製造事業所のメッキ工程において、被災者がシアン化ナトリウムが付着していた床面に塩酸が含まれる廃液を捨てた為シアン化水素が発生した事故では、被災者はシアン化水素ガス中毒の為、意識不明に陥り、2週間入院した[5]。
- 2015年8月12日、中華人民共和国天津市の倉庫で大規模な爆発事故が起こり、シアン化ナトリウムが流出した。倉庫には、硝酸アンモニウム約800トン、硝酸カリウム約500トン、シアン化ナトリウム類約2,000トンなどが保管されており、消防隊による化学物質への無計画な放水が、爆発の原因になった。爆発の影響で、避難所となっていた小学校にいた住民たちが、再度避難することになった。また、救援作業中の部隊は、爆発現場の半径3キロメートル以内から緊急避難するよう命令された[6][7][8]。
- 2019年（令和元年）10月19日、令和元年東日本台風（台風19号）による阿武隈川の氾濫により、福島県郡山市富久山町福原のめっき及び化成処理加工会社の第2工場が浸水、同工場内の廃液槽から溢れた汚水は工場外に漏洩流出し、同工場の外周の側溝から、排出基準の150倍を超えるシアン化ナトリウムが検出された[9]。